# Corvus florensis
El cuervo de Flores (Corvus florensis) es una especie de ave paseriforme de la familia Corvidae.
Es endémica de la isla de Flores en Indonesia.
Está amenazado por la pérdida de su hábitat.